# 1442 w polityce
Wydarzenia polityczne w 1442 roku.

## Wydarzenia w Polsce
- data nieznana - założono miasta Chodecz i Ryki.
- data nieznana - Dąbrowa Tarnowska uzyskała prawa miejskie.

## Wydarzenia na świecie
- 19 stycznia - przyznano prawa miejskie mieszkańcom gminy Juva.
- 17 kwietnia - założono miasto Rauma.
- 2 czerwca - Alfons V Aragoński proklamował się królem Neapolu.
- 2 września - wojska tureckie poniosły klęskę w bitwie nad rzeką Jałomicą.

## Urodzili się
- 28 kwietnia - Edward IV York, król Anglii (zm. 1483)
- 3 lipca - Go-Tsuchimikado, 103. cesarz Japonii (zm. 1500)
- 15 lipca - Boček z Kunštátu, członek czeskiej dynastii Podiebradów (zm. 1496)
- 8 września - John de Vere, 13. hrabia Oxfordu (zm. 1513)

## Zmarli
- 29 sierpnia - Jan VI Mądry, książę Bretanii (ur. 1389)
- 15 września - Kazimierz II, książę mazowiecki i bełski (ur. 1396/1407)

- 19 grudnia - Elżbieta Luksemburska, królowa niemiecka, czeska i węgierska; ostatnia z cesarskiej i królewskiej linii Luksemburgów (ur. 1409)